# 米爾頓 (密蘇里州蘭道夫縣)
米爾頓（英語：Milton）是位於美國密蘇里州蘭道夫縣的非建制地區。

## 歷史
米爾頓的郵局於1840年設立，其後於1872年停運。

## 地理
米爾頓所處的海拔為高於海平面252米（即827英呎），而該地所採用的時區為UTC-6，即北美中部時區（CST）。同時該地設有夏令時間，為UTC-6調快一小時，即UTC-5（CDT）。